# Szőnyi vasúti baleset
A szőnyi vasúti baleset egy halálos áldozattal és jelentős anyagi kárral járó magyarországi vasúti közlekedési baleset volt, amely 2007. február 6-án következett be. A baleset Szőny közelében, Komárom és Almásfüzitő között történt, amikor az osztrák EuroRegio személyvonat 59 km/h-s sebességgel hátulról belerohant egy 15 km/h-val azonos irányba haladó tehervonatba. A balesetben a személyvonat magyar mozdonyvezetője meghalt, míg az utasok csak könnyebb sérüléseket szenvedtek.

## A baleset
A baleset 2007. február 6-án, este hét óra előtt tíz perccel következett be. Komárom és Almásfüzitő között ekkor egy fémhulladékot szállító tehervonat tartózkodott, amely az előírásoknak megfelelően, 12 km/h sebességgel szabályosan haladt Komárom vasútállomás felé. A vonat mögött Budapest felől érkezett az osztrák Eurórégió személyvonat, fedélzetén 25 utassal. A személyvonat vezetője Szőny megállóhelyet elhagyva erőteljesen gyorsított, elérve a 98–101 km/h csúcssebességet, majd feltehetően a tehervonat megpillantása után erőteljesen lassított. Habár a vasúti pálya ezen a szakaszon enyhe jobb ívben halad, jól belátható; a baleset időpontjában azonban az évszaknak megfelelően sötét volt. A fékezés ellenére az ütközés elkerülhetetlen volt, a személyvonat pedig körülbelül 59 km/h sebességgel belerohant a tehervonat végébe.
A balesetben a tehervonat három kocsija kisiklott, amelyből kettő keresztbe is fordult, így a vasútvonal mindkét vágányát teljesen elzárta. A felsővezeték leszakadt, a vasúti pálya pedig olyan mértékben roncsolódott, hogy teljes újjáépítésre volt szükség. A személyvonat Taurus típusú mozdonyát a teherkocsi eldarálta, a mozdonyvezető pedig az életét vesztette. A személyvonat utasai közül mindenki a saját lábán hagyta el a szerelvényt. Összesen nyolcan sérültek meg könnyebben, ebből négy főt a mentők szállították kórházba.

### A helyreállítási munkák
A károk összköltsége 700 millió forint volt, hiszen az érintett szakaszon a vasúti pálya teljes újjáépítésére volt szükség. A baleset után másnap délután öt óráig szünetelt a forgalom, ekkor egy vágányon lehetővé vált a nemzetközi vonatok áthaladása, ám csak jelentős késéssel. A belföldi járatokat továbbra is autóbusszal pótolták. A forgalom teljesen csak február 8-án állt helyre.

## A baleset okai
A baleset után lefolytatott vizsgálatból kiderült, hogy a baleset idején a Komárom vasútállomás és Almásfüzitő vasútállomás közötti térközbiztosító berendezés nem működött. A berendezés feladata jelezni a vonat vezetője számára az előtte lévő vasúti pálya foglaltságát, azaz hogy tartózkodik-e ott jármű vagy sem. A baleset napján a biztosító berendezés akkumulátortöltő részegységét karbantartási munkák miatt kikapcsolták, így a berendezés akkumulátorról üzemelt. A munka végeztével azonban az áramkört elfelejtették visszakapcsolni, így az akku lemerült. A biztosítóberendezés meghibásodása (vagy üzemképtelensége) esetén a vasúti előírások a vonatok sebességét 15 kilométer/órában maximálják, hogy szükség esetén időben megállhassanak. Ez tehát nem volt közvetlen oka a balesetnek, csupán egy szerencsétlen körülmény.
A baleset utáni független szakmai vizsgálat megállapította, hogy a baleset felelőse a személyvonat mozdonyvezetője, aki szándékosan kikapcsolta a mozdony egyesített éberségi és vonatbefolyásoló berendezését, amely működése esetén képes lett volna a megállítására. A baleset egyértelmű oka tehát a sebességtúllépés volt.

### Következményei
A vizsgálat megállapította ugyanakkor azt is, hogy – az addig érvényben lévő szabályok szerint – az állomástávolságú közlekedésre való áttérés csak a műszaki személyzet helyszínre érését követően, lassan valósítható meg. A balesetet követően a szabályokat módosították, ennek következtében a személyzet gyorsabban beavatkozhat, nő a közlekedésbiztonság, és csökken a forgalom zavarása.